# Dahmker
Dahmker er en kommune i det nordlige Tyskland, beliggende i Amt Schwarzenbek-Land i den sydvestlige del af Kreis Herzogtum Lauenburg. Kreis Herzogtum Lauenburg ligger i delstaten Slesvig-Holsten.

## Geografi
Kommunen ligger 12 km nordvest for Schwarzenbek, omkring 27 km øst for Hamburg, 24 km nordvest for Lauenburg, 15 kilometer sydvest for Mölln.